# Боре (Север)
Боре (фр. Borre) је насељено место у Француској у региону Север-Па д Кале, у департману Север.
По подацима из 2011. године у општини је живело 580 становника, а густина насељености је износила 97,32 становника/km².

## Демографија
| 1962. | 1968. | 1975. | 1982. | 1990. | 2011. |
| ----- | ----- | ----- | ----- | ----- | ----- |
| 483   | 455   | 419   | 465   | 473   | 580   |